# Acer oblongum
Acer oblongum är en kinesträdsväxtart. Acer oblongum ingår i släktet lönnar, och familjen kinesträdsväxter.

## Underarter
Arten delas in i följande underarter:
- A. o. itoanum
- A. o. oblongum
- A. o. latialatum
- A. o. membranaceum
- A. o. microcarpum
- A. o. pachyphyllum
- A. o. trilobum